# Icamole
Icamole es una población del estado mexicano de Nuevo León, ubicada en el municipio de García, es conocida por ser el lugar en que se libró la Batalla de Icamole. Así mismo es la sede de la Hacienda de Icamole que fuera propiedad del exgobernador.

## Localización y demografía
Se encuentra ubicada en las coordenadas 25°54′53″N 100°42′50″O / 25.91472, -100.71389 y a unos 40 kilómetros al noroeste de la ciudad de Monterrey, se comunica con ésta y con la ciudad de García por medio de una carretera estatal que también la comunica con el estado de Coahuila de Zaragoza quedando de ella a unos 20 kilómetros de distancia, se encuentra en las faldas de la Sierra Madre Oriental. Tiene una población de 180 habitantes según los resultados del Conteo de Población y Vivienda del Instituto Nacional de Estadística y Geografía.
El poblado de Icamole está ubicado muy cerca de la ribera del río Salinas o conocido en Coahuila como Arroyo Patos, esto fue propicio para el desarrollo del asentamiento humano en esta zona, por lo que hoy es uno de los sitios más representativos en la investigación de la gráfica rupestre en el noreste de México.

## Historia
El 20 de mayo de 1876 se enfrentaron en Icamole el ejército liderado por Porfirio Díaz sublevado en la Revolución de Tuxtepec y las fuerzas gubernamentales encabezadas por El gobernador de Nuevo León, Carlos Fuero Unda y Mariano Escobedo. Los sublevados se vieron obligados a retirarse en medio de enormes pérdidas. Ante el desastre, Porfirio Díaz rompió públicamente en llanto, dándosele desde entonces el apodo del El Llorón de Icamole.